# Au suivant
Pour les articles homonymes, voir Au suivant !.
Pistes de Mathilde (*) et Les Bonbons (**)
Titine (**) Les Toros (**)
Au suivant est une chanson de l'auteur-compositeur-interprète Jacques Brel. Elle sort en 1963, sur le 33 tours 25cm Mathilde, puis est incluse en 1966 sur l'album Les Bonbons.

## Thème
Brel dénonce dans cette chanson les « bordels militaires de campagne », consistant pour l'institution militaire à « offrir des prostituées » aux jeunes appelés du contingent, qui usent des faveurs sexuelles les uns à la suite des autres, à la chaîne.
La chanson évoque un malaise plus vaste, celui de la misère sexuelle et de l'acte sexuel sans amour.

## Rhétorique
Le texte comporte une intéressante figure de style, un zeugme :
"J'avais le rouge au front et le savon à la main."

## Discographie
Au suivant est publiée en 1963 sur un 33 tours 25cm, réédité, l'année suivante, sous la même référence (80 222 S), mais avec une pochette différente.
En 1964, Au suivant est également diffusée en super 45 tours (référence Barclay 70 636 M).
En 1966, la chanson est au programme de l'album Les Bonbons.
Jusqu'en 2003, aucun enregistrement en public de Au suivant n'a été diffusé. C'est chose faite, avec l'édition CD (en 2003), de l'album Olympia 1964 qui pour la première fois restitue l'intégralité du récital. Une seconde version enregistrée en public (en 1966), parait en 2016 sur le double CD Olympia 1964 - 1966.

## Reprises
- En 1968, Scott Walker reprend la chanson, traduite en anglais sous le titre Next, sur l'album Scott 2.
- The Sensational Alex Harvey Band sur l'album Next de 1973. Le texte est traduit en anglais.
- Next est repris par Gavin Friday sur son premier album en 1989.
- Matthieu Chedid sur l'album collectif Aux suivant(s) en 1998. Une version en concert du titre figure sur l'album live Le Tour de -M-, sorti en 2001.
- Triggerfinger reprend le titre sur l'album Triggerfinger de 2004.
- En 2007, Florent Pagny reprend Au suivant sur l'album Pagny chante Brel.
- The Summer Rebellion sur l'album In a Field of Red.